# Santa Maria (Rio Grande do Sul)
Santa Maria è un comune del Brasile nello Stato del Rio Grande do Sul, parte della mesoregione Centro Ocidental Rio-Grandense e della microregione di Santa Maria.

## Storia
La città fu creata quando in quella regione si installarono degli accampamenti di una commissione che doveva segnare i limiti fra territori di dominio spagnolo e portoghese, nel 1797.
Il 27 gennaio 2013 è stata teatro della tragedia della discoteca Kiss.
L'Università Federale (UFSM) è uno dei maggiori atenei pubblici di tutto il Brasile, attualmente conta 15.000 studenti.
Conosciuta come Città della Cultura annovera nel suo territorio musei, il famoso teatro Treze de Maio, l'antica Vila Belga, e altri monumenti storici importantissimi.
Santa Maria è anche considerata il "cuore del Rio Grande do Sul" per la sua localizzazione geografica.